# Дневникът на един селски свещеник
„Дневникът на един селски свещеник“ (на френски: Journal d'un curé de campagne) е игрален филм на режисьора Робер Бресон от 1951 година по едноименния роман на Жорж Бернанос от 1937 година.

## Сюжет
Филмът разказва историята на млад болнав свещеник (в ролята – Клод Ледю), пристигнал в първата си енория, село в Северна Франция.

## В ролите
| Актьор          | Роля                 |
| --------------- | -------------------- |
| Клод Ледю       | Свещеник на Амбрикур |
| Адриан Борел    | Свещеник на Торси    |
| Рашел Беранд    | Графинята            |
| Никол Ладмирал  | Шантал               |
| Никол Море      | мадмуазел Луиза      |
| Жан Ривейр      | Графът               |
| Мартина Лемер   | Серафита             |
| Антоан Балпетре | доктор Делбенд       |
| Жан Дане        | Оливие               |
| Гастон Северен  | каноник              |